# Лисів (Мазовецьке воєводство)
Лисів (Лисув, пол. Łysów) — село в Польщі, у гміні Пшесмики Седлецького повіту Мазовецького воєводства. Населення — 641 особа (2011).

## Історія
У 1755 році (за іншими даними — 1881 року) в селі зведена мурована греко-католицька церква.
За даними етнографічної експедиції 1869—1870 років під керівництвом Павла Чубинського, у селі переважно проживали римо-католики, меншою мірою — греко-католики, які здебільшого розмовляли українською мовою.
У 1918—1939 роках польська влада перевела місцеву церкву на римо-католицтво.
У 1975—1998 роках село належало до Седлецького воєводства.

## Населення
Демографічна структура станом на 31 березня 2011 року:
|          | Загалом | Допрацездатний вік | Працездатний вік | Постпрацездатний вік |
| -------- | ------- | ------------------ | ---------------- | -------------------- |
| Чоловіки | 322     | 63                 | 219              | 40                   |
| Жінки    | 319     | 62                 | 177              | 80                   |
| Разом    | 641     | 125                | 396              | 120                  |